# Mendel Elias Delbanco

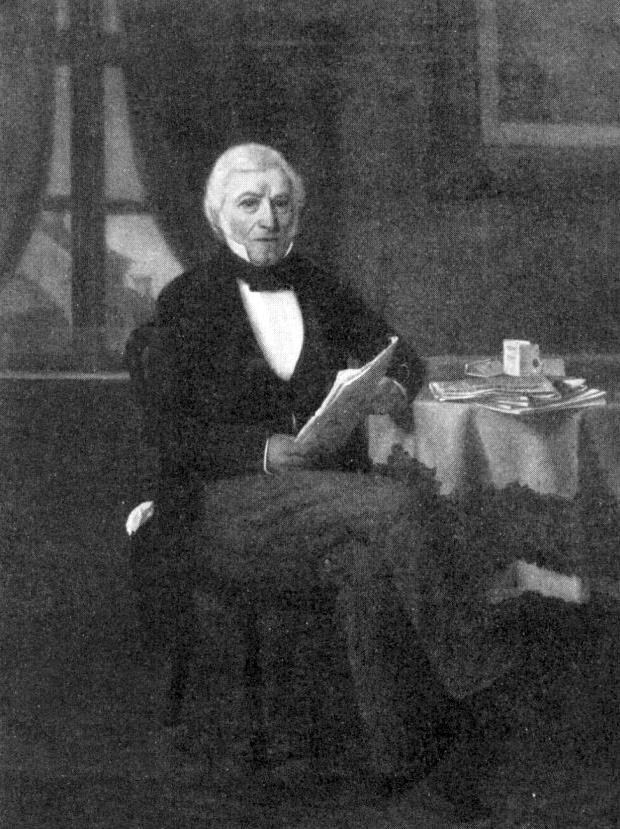
Mendel Elias Delbanco. Oljemålning.

Mendel Elias Delbanco, född den 8 (eller 10) oktober 1780 i Hamburg, död den 4 juli 1862 i Göteborg, var en tyskfödd industriidkare, grosshandlare och grundare av ett oljeslageri i Mölndal.

## Biografi
Delbanco blev grosshandlare i Göteborg 1810 då han tillsammans med Wolf Michel Leman grundade W. M. Leman & Co. Tio år senare bildades handelsfirman M.E. Delbanco som en tid därefter övertog ett obetydligt oljeslageri i Mölndal. Det kom att utbyggas i flera etapper och hade från början namnet Delbancos oljeslageri, vilket senare blev Svenska Oljeslageriaktiebolaget (SOAB). Då sonen Eduard 1845 börjat i firman kunde Delbanco ägna sig åt driften av oljeslageriet och kvarnarna. Carl Leffler blev 1882 kompanjon och Delbanco själv drog sig 1887 tillbaka. Vid sekelskiftet 1900 sysselsatte fabriken omkring 120 arbetare. Han tillhörde de första aktietecknarna i Göteborgs privatbank.
I november 1811 gifte sig med Delbanco med Elise (Ella) Leman, dotter till Michel Leman. Sonen Eduard föddes år 1817.
Delbanco var av en sefardisk judisk släkt och medlem i Göteborgs mosaiska församling, där han år 1845 och 1847 var med i byggnadskommittén för byggandet av den nya synagogan. Vid invigning 1855 skänkte Delbanco två större ljuskronor.
Han inrättade en fond med en årlig ränta på 600 kronor, som gavs till arbetaren med största antalet tjänsteår för att denne skulle kunna bygga ett eget hus på tomter vid nuvarande Delbancogatan i Mölndal. Han testamenterade 10 000 kronor till arbetarbostäder vid fabrikerna, 20 000 kronor till Delbancos teknologiska stipendium och 5 000 kronor till Delbancos understödsfond.